# Deserciones durante la crisis en Venezuela

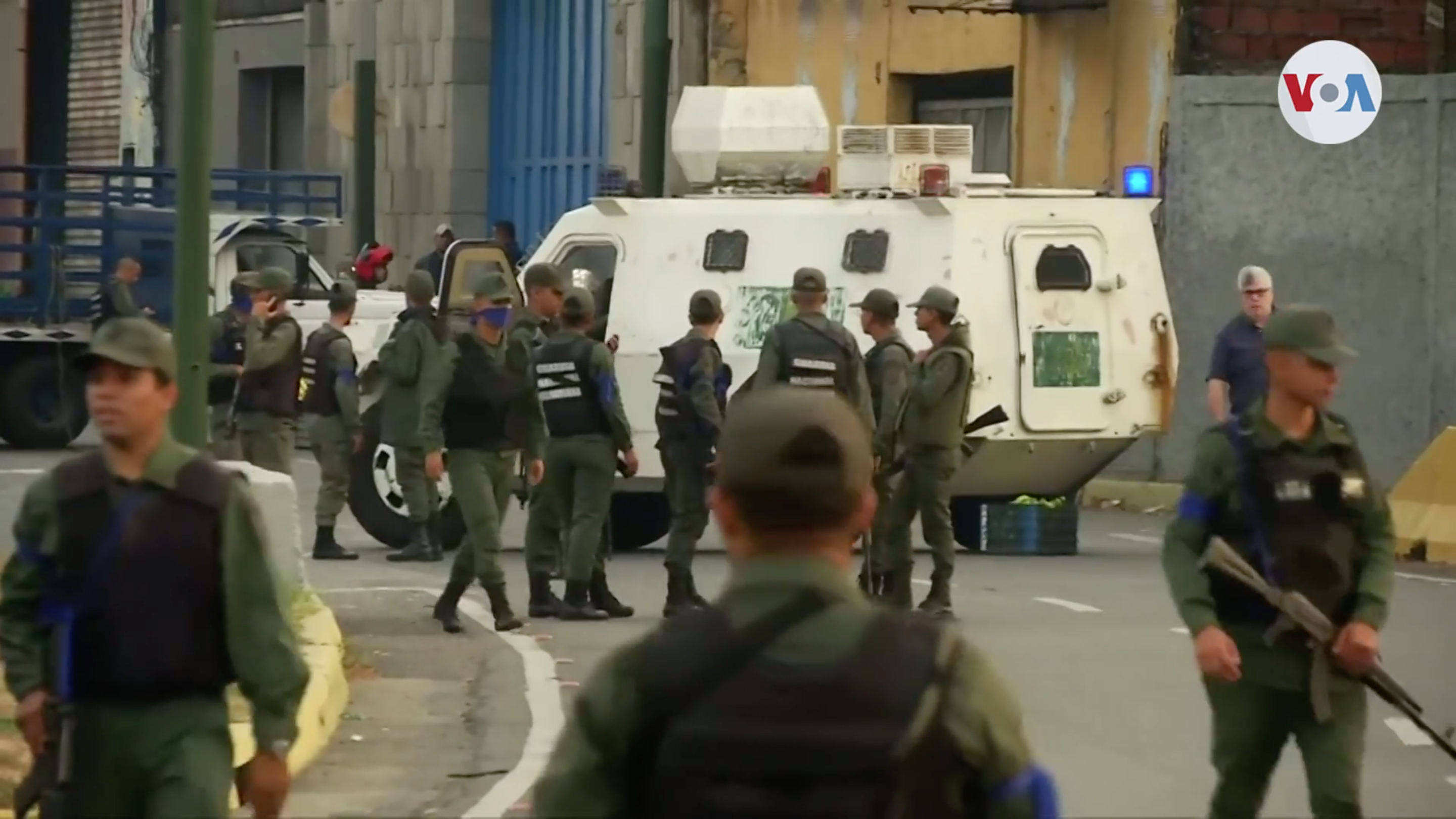
Fuerzas rebeldes de la Fuerza Armada Bolivariana durante el levantamiento cívico-militar de 2019 contra Nicolás Maduro.

Las deserciones durante la crisis en Venezuela se refieren a las deserciones desde la Revolución bolivariana ocurridas durante la crisis en Venezuela bajo las administraciones de los presidentes Hugo Chávez y Nicolás Maduro. La crisis presidencial de Venezuela de 2019 sobre quién es el legítimo presidente de Venezuela ha estado en marcha desde el 10 de enero de 2019, cuando la Asamblea Nacional de mayoría opositora declaró que la reelección en 2018 de Maduro era inválida y el cuerpo declaró a su presidente, Juan Guaidó, presidente encargado de la nación. Guaidó alentó al personal militar y a los oficiales de seguridad a retirar el apoyo de Maduro, y ofreció una ley de amnistía, aprobada por la Asamblea Nacional, para el personal militar y las autoridades que ayudan a restablecer el orden constitucional.
El gobierno de Maduro afirma que la crisis es un «golpe de Estado encabezado por los Estados Unidos para derrocarlo y controlar las reservas de petróleo del país». Guaidó niega las acusaciones de golpe y dice que voluntarios pacíficos respaldan su movimiento. A marzo de 2019, Guaidó ha sido reconocido como presidente encargado de Venezuela por 54 países, «incluidos los Estados Unidos y la mayoría de los países latinoamericanos y europeos».
Varias principales figuras militares reconocieron a Guaidó, y cientos de militares han desertado a Colombia, pero en Venezuela el alto mando militar no ha roto filas con Maduro. Tras los eventos del 23 de enero, algunos diplomáticos venezolanos en los Estados Unidos apoyaron a Guaidó; la mayoría regresó a Venezuela por orden de Maduro.

## Antes de la crisis presidencial de 2019
Deserciones ocurrieron antes de la crisis presidencial de Venezuela de 2019.

### Presidencia de Chávez
En 2007, el ministro de Defensa Raúl Isaías Baduel rompió públicamente con Chávez y anunció su oposición a los cambios constitucionales propuestos en el referéndum constitucional de 2007. Baduel se convirtió en una «voz prominente de la disidencia», preocupado porque Chávez estaba llevando a Venezuela por un «camino autoritario hacia la ruina». Se convirtió en el militar de más alto rango opuesto a los cambios constitucionales de Chávez que «concentrarían el poder en el ejecutivo».
En octubre de 2008, un fiscal militar alegó que había habido irregularidades financieras, por un monto de $ 14 millones, durante el mandato de Baduel como ministro de Defensa. The New York Times declaró: «Chávez se ha movido en contra de una amplia gama de críticos nacionales, y sus esfuerzos en las últimas semanas para fortalecer su control sobre las fuerzas armadas han llevado a arrestos de alto perfil y una ola de reasignaciones». En 2009, Baduel fue arrestado; dijo que su arresto tuvo motivaciones políticas, con aliados de Chávez que admitieron lo mismo en privado. Fue encarcelado, y, según The Guardian, dijo que «su crimen fue darse cuenta, y declarar, que el presidente era un tirano». El informe de Human Rights Watch de 2009 menciona a Baduel como un ejemplo de persecución política.
En mayo de 2010, Baduel fue declarado culpable por un tribunal militar de corrupción y condenado a siete años y once meses de prisión; Baduel dice que es inocente. Fue puesto en libertad en 2015.

### Presidencia de Maduro
En diciembre de 2014, el oficial de seguridad Leamsy Salazar desertó a los Estados Unidos luego de comunicarse con la Administración para el Control de Drogas de los Estados Unidos durante aproximadamente dos meses sobre la presunta participación de Diosdado Cabello en el comercio internacional de drogas. Salazar afirmó que Cabello encabezaba el Cártel de los Soles, una organización de narcotráfico dentro del ejército de Venezuela; huyó a los Estados Unidos y fue puesto bajo protección de testigos. Luego de que Salazar desertó, dijo que la fecha en que Hugo Chávez murió, según lo declarado por el gobierno venezolano, fue incorrecta. Sobre la base de información proveída por Salazar, el embajador ante la Organización de los Estados Americanos, Guillermo Cochez, declaró que Chávez murió el 30 de diciembre de 2012, en contraste con la fecha del 5 de marzo de 2013 dada por el gobierno bolivariano. La fecha de la muerte de Chávez es controvertida ya que leyes se aprobaron en su nombre después de la fecha en que Salazar declaró que Chávez había muerto.

#### Crisis institucional de 2017
El 12 de enero de 2017, Baduel fue arrestado nuevamente por acusaciones de que estaba conspirando para derrocar al gobierno. Múltiples otros políticos de la oposición fueron detenidos en lo que los políticos de la oposición llamaron falsas acusaciones.
En 2017, la fiscal general Luisa Ortega Díaz denunció la ruptura de la democracia en Venezuela cuando el Tribunal Supremo de Justicia de Venezuela, en un movimiento nacional e internacionalmente considerado un toma de poder, asumió poderes constitucionalmente atribuidos a la Asamblea Nacional de Venezuela. El Tribunal Supremo le prohibió abandonar el país y congeló sus activos, debido a una supuesta «falta de conducta grave» en el cargo, y fue destituida como fiscal general por la recién constituida Asamblea Nacional Constituyente. Tarek William Saab, su reemplazo como fiscal general designado por la Asamblea Nacional Constituyente, afirmó que ella y su esposo, Germán Ferrer, operaban un grupo de extorsión y un día después, la Asamblea Nacional Constituyente ordenó su arresto. Ferrer dijo que los cargos son de naturaleza política. Ortega y Ferrer se fueron de Venezuela, con Ortega declarando que el gobierno de Maduro «me privaría de mi vida». Maduro ha dicho que está buscando una orden de arresto internacional tanto para ella como para su marido, alegando que habían estado involucrados en delitos graves.
El 28 de noviembre de 2017, luego de diferencias con el gobierno de Venezuela, Rafael Ramírez Carreño fue destituido como representante Permanente de Venezuela ante las Naciones Unidas en Nueva York. En diciembre, confirmó que había renunciado al cargo de la ONU a petición del presidente venezolano. Los asesores de Maduro no presentaron evidencia de la presunta corrupción durante el mandato de Ramírez de la que fue acusado, y críticos dijeron que el presidente estaba involucrado en una «purga destinada a ayudar al asediado líder a consolidar el poder sobre la industria petrolera del país», según The Wall Street Journal. «Una vez entre los políticos más poderosos de Venezuela», Ramírez dijo que renunció a «la presión para expresar sus opiniones sobre cómo el país podría superar su crisis económica».
Junto con Ortega Díaz, el ministro de Relaciones Interiores, Miguel Rodríguez Torres, se volvió cada vez más crítico del gobierno en 2017. En junio, expresó su oposición a la iniciativa presidencial para convocar a una Asamblea Nacional Constituyente, y en su lugar convocó a nuevas elecciones. En 2018, Rodríguez Torres, quien había hablado el día anterior en un mitin de oposición, fue arrestado por agentes del Servicio Bolivariano de Inteligencia Nacional (SEBIN); el gobierno bolivariano declaró que el general había intentado sembrar la discordia entre las fuerzas armadas venezolanas.

## Crisis presidencial de 2019

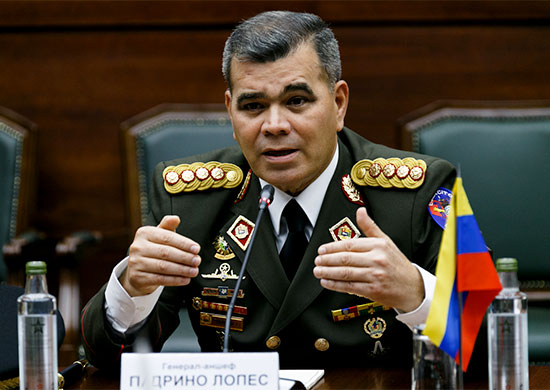
El ministro de Defensa, Vladimir Padrino López, declaró que las fuerzas armadas no reconocerían a Juan Guaidó.

En el momento de la segunda inauguración de Maduro el 10 de enero de 2019, The Washington Post informó que la inteligencia de los Estados Unidos supuestamente se había enterado de que el ministro de Defensa, Vladimir Padrino López, había pedido que Maduro dimitiera, amenazando con renunciar si Maduro no lo hacía. El 15 de enero de 2019, Padrino López juró lealtad a Maduro, declarando que él y los miembros de las Fuerzas Armadas Bolivarianas de Venezuela (FANB) «estamos dispuestos a morir, como lo hemos jurado, para defender esa Constitución, ese pueblo, esas instituciones y usted como magistrado supremo, presidente constitucional».
También se informó que, aunque los militares de mayor rango juraban lealtad a Maduro, muchos apoyaban a Guaidó en secreto y habían hablado con soldados exiliados y desertores que decían que no reprimirían ningún levantamiento que pudiera derrocar a Maduro. Rocío San Miguel, directora ejecutiva de Control Ciudadano y una abogada y activista de derechos humanos venezolana especializada en el servicio militar, dijo al periódico español El País que la Guardia Nacional Bolivariana había reconocido 4000 deserciones en enero de 2019; ella creía que debido al problema en las Fuerzas Armadas, Maduro había pedido que se incorporara a la milicia popular como reclutas.
La Asamblea Nacional ofreció una ley de amnistía para los desertores militares. El 11 de enero, se revelaron planes para ofrecer incentivos para que las fuerzas armadas rechacen a Maduro. Expertos en política venezolana, como David Smilde de la Oficina en Washington para Asuntos Latinoamericanos, sugirieron que esta acción enfurecería a Maduro, quien ya llamó a los miembros opositores de la Asamblea Nacional «traidores» por no asistir a su toma de posesión, y que podría arrestar o atacar a más de sus miembros. Un amigo de Guaidó, en respuesta, dijo que estaban al tanto de los riesgos, pero creían que era necesario hacerlo para permitir que la democracia reaparezca en Venezuela.
Durante la crisis presidencial en Venezuela de 2019, después de que la Asamblea Nacional declarara a Guaidó como presidente encargado, el Miami Herald informó que el régimen de Maduro temía un levantamiento militar y deserciones, había realizado muchos arrestos, y Padrino López ordenó un esfuerzo de contrainteligencia para localizar conspiracionistas o posibles desertores. Según France 24, Maduro declaró que «los desertores militares que huyeron a Colombia se han convertido en mercenarios» como parte de un golpe respaldado por Estados Unidos. CBS News informó que las tropas de rango y archivo, que ganaban alrededor de US$ 6 por mes, estaban «hambrientas y empujadas a un punto de inflexión».
Guaidó declaró que la oposición había mantenido reuniones secretas con oficiales militares para discutir la ley de amnistía. Un representante de la oposición declaró que las reuniones se centraron en los oficiales del ejército, que estaban de acuerdo con la idea y «expresaron su preocupación por las amenazas anteriores de intervención militar de la administración Trump en Venezuela y que las fuerzas armadas serían superadas en cualquier combate». Analistas advirtieron que las reuniones solo podrían ganar un apoyo parcial y dividir a los militares, lo que podría llevar a una guerra civil o un golpe de Estado.
El gobierno de Maduro declaró que las posiciones en su contra eran el «resultado del imperialismo perpetrado por los Estados Unidos y sus aliados» que pusieron a Venezuela «en el centro de una guerra mundial».

### Desertores
Guaidó alentó al personal militar y a los oficiales de seguridad a retirar su apoyo a Maduro. Un soldado que huyó a Colombia durante el envío de ayuda humanitaria a Venezuela en 2019 dijo que la mayoría de los soldados de rango y oposición se oponen a Maduro, pero los principales comandantes no han roto su rango con Maduro.

#### Funcionarios clave

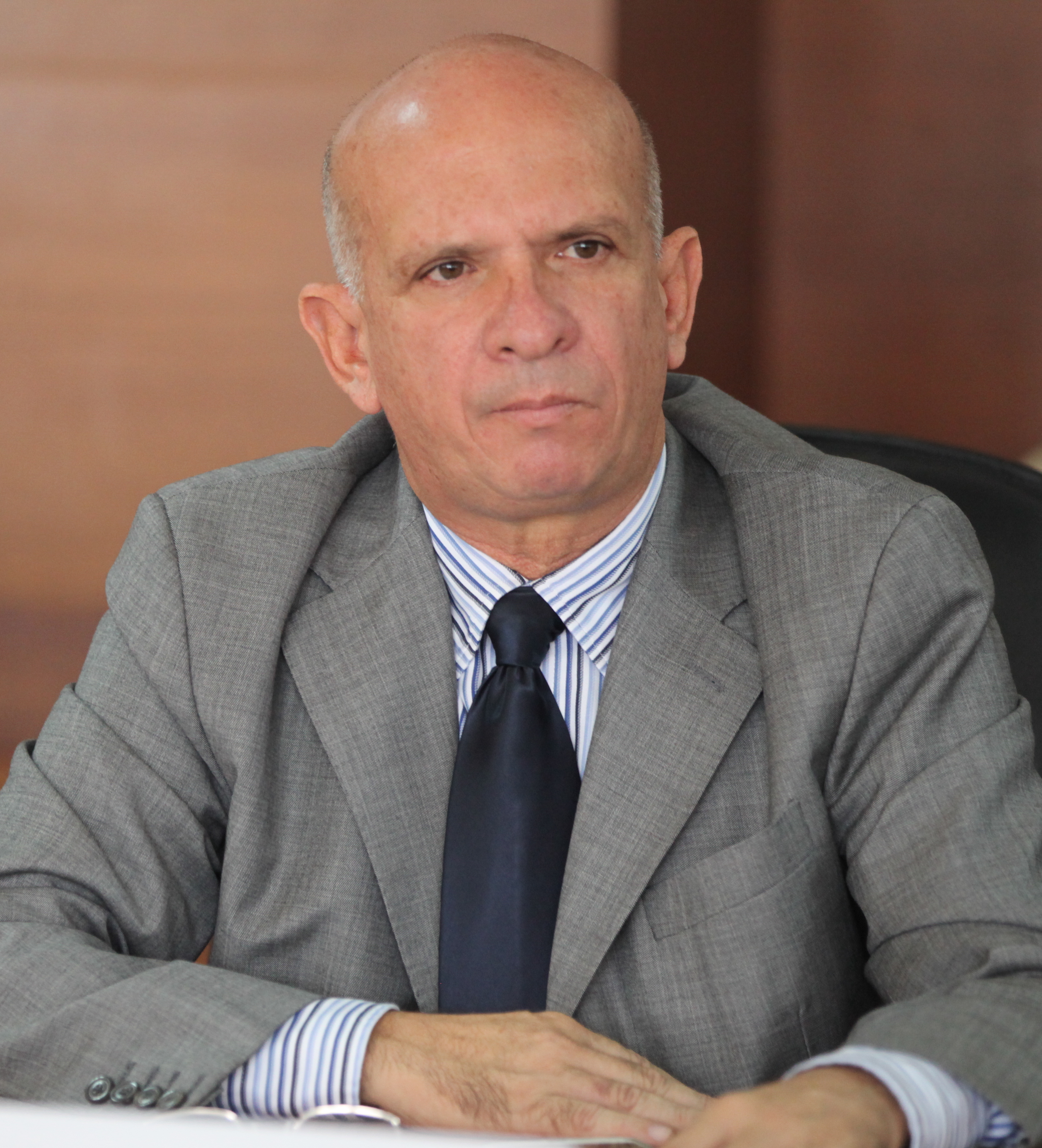
Hugo Carvajal en 2016, sancionado por los Estados Unidos en 2008.

Las señales de una crisis inminente se mostraron cuando un juez del Tribunal Supremo de Justicia visto como cercano a Maduro desertó a los Estados Unidos apenas unos días antes de la segunda inauguración de Maduro el 10 de enero de 2019. El juez, Christian Zerpa, dijo que Maduro era «incompetente» e «ilegítimo». Según The New York Times, «calificó las elecciones presidenciales de mayo como injustas y describió el gobierno de Maduro como 'una dictadura'. También acusó a Maduro de tomar órdenes directas de funcionarios cubanos con frecuencia».
Hugo Carvajal, jefe de la inteligencia militar de Venezuela durante diez años durante la presidencia de Hugo Chávez y «una de las figuras más destacadas del gobierno», rompió públicamente con Maduro a mediados de febrero y respaldó a Guaidó como presidente encargado. Sirviendo como diputado en la Asamblea Nacional por el Partido Socialista Unido de Venezuela, The Wall Street Journal dijo que el general retirado es considerado un legislador pro-Maduro. En un video publicado en línea el 21 de febrero, pidió a las fuerzas militares venezolanas que rompan filas y permitan el ingreso de ayuda humanitaria a Venezuela. Dirigido a los soldados, dijo: «no tenemos la capacidad técnica para enfrentar a ningún enemigo ... el que dice lo contrario, miente». Dirigido a Maduro, dijo: «Has matado a cientos de jóvenes en las calles por tratando de reclamar los derechos que robaste. Esto sin siquiera contar los muertos por falta de medicamentos y seguridad».
En una entrevista con The New York Times, Carvajal dijo que Maduro era un «dictador con un círculo interno corrupto que se ha involucrado en el tráfico de drogas y ha cortejado al grupo militante Hezbolá». Investigadores estadounidenses acusaron a Carvajal de ser uno de los responsables del tráfico de drogas en Venezuela; Carvajal dijo que el propio Maduro ayudó a corromper a las principales figuras del gobierno a manejar el tráfico de drogas en Venezuela. Carvajal también cuestionó el estado de la soberanía de Venezuela, alegando que los cubanos controlan el gobierno de Maduro. En marzo de 2019, dijo que Maduro ordenaba las «protestas espontáneas» a su favor en el extranjero, y que sus socios las financian. Maduro expulsó a Carvajal de las Fuerzas Armadas el 4 de abril, degradó su estado de Mayor General y lo acusó de traición.
Carvajal fue arrestado en España el 12 de abril de 2019 debido a una orden de arresto de los Estados Unidos por cargos de narcotráfico en 2011; Estados Unidos pidió a España que extraditara a Carvajal.
Manuel Cristopher Figuera, el director general del SEBIN rompió con Maduro durante el levantamiento en Venezuela en 2019, diciendo que era hora de «reconstruir el país» y que «sinvergüenzas» estaban «saqueando el país». Maduro anunció que reincorporaría a Gustavo González López como jefe de SEBIN.

#### Alto mando militar
El jefe de planificación estratégica de la Aviación Militar Bolivariana, el general de división Francisco Esteban Yánez Rodríguez, reconoció a Guaidó como presidente encargado el 2 de febrero de 2019, diciendo: «Hoy, con orgullo patriótico y democrático, le informo que no reconozco la autoridad irritante y dictatorial del Sr. Nicolás Maduro y yo reconozco al diputado Juan Guaidó como el presidente encargado de Venezuela, por lo que dignamente me pongo a su servicio». Afirmó que el 90% de las fuerzas armadas respaldarían a Guaidó si fuera necesario.
El general de la Aviación Militar Víctor Romero Meléndez apoyó a Guaidó e hizo un llamado a las Fuerzas Armadas para que «apoyen al pueblo y la constitución». El mayor general retirado de la fuerza aérea, Jorge Oropeza, reconoció a Guaidó como presidente encargado.
El general de división Alexis López Ramírez, quien renunció a su mando del Consejo de Defensa Nacional de Venezuela en 2017, reconoció a Guaidó como presidente el 23 de febrero de 2019. López Ramírez exigió respeto por la constitución de Venezuela, criticó la presencia de cubanos en el ejército de Venezuela y dijo que la policía y los políticos del Partido Socialista Unido de Venezuela usurparon el mando de las fuerzas armadas.
El 18 de marzo, el general del ejército Carlos Rotondaro, quien había estado bajo sanciones por los Estados Unidos desde 2018, desertó a Colombia y reconoció a Guaidó como presidente de Venezuela. Rotondaro es exministro de Salud y expresidente del Instituto Venezolano de los Seguros Sociales (IVSS); en una entrevista con NTN24 el 18 de marzo, señaló al exministro de Salud Luis López como la persona a quien se le retuvieron los medicamentos a los pacientes, refiriéndose a una entrevista de profesionales médicos cubanos al The New York Times publicada el mismo día. El 4 de abril de 2019, Maduro lo expulsó de las Fuerzas Armadas y degradó su rango.

#### Otros militares
A principios de 2019, un grupo de exmilitares y policías venezolanos en Perú anunció su apoyo a Guaidó, renunciando a Maduro. Múltiples grupos de soldados igualmente retirados o desplazados dijeron que regresarían para luchar contra Maduro si fuera necesario.
Temprano el 21 de enero, al menos 27 soldados de la Guardia Nacional Bolivariana estacionados cerca del Palacio de Miraflores se amotinaron contra Maduro. The Guardian informó que secuestraron a cuatro miembros del personal de seguridad y robaron armas de una publicación en Petare, y publicaron videos en las redes sociales prometiendo que los militares lucharían contra el gobierno. Se produjeron disturbios e incendios provocados en la zona y se utilizaron gases lacrimógenos contra los manifestantes civiles. Después de una noche de lucha, las autoridades se llevaron a los soldados. Cinco resultaron heridos, y una persona murió en el motín: una mujer civil que fue confundida por una manifestante fue asesinada por miembros de un colectivo. La BBC comparó el motín con el enfrentamiento de El Junquito un año antes, que resultó en la muerte del líder rebelde Óscar Alberto Pérez.
El 17 de febrero, cinco miembros del personal militar y francotiradores fueron arrestados por la Dirección General de Contrainteligencia Militar en Ureña, estado de Táchira, después de publicar un video en el que declararon su apoyo a Guaidó.
Durante el intento de febrero de 2019 de llevar ayuda humanitaria en Venezuela a través de las fronteras de Brasil y Colombia, cientos de tropas de nivel inferior huyeron a través de la frontera para buscar refugio en Colombia. A partir del 5 de abril de 2019, desde que comenzaron los enfrentamientos fronterizos el 23 de febrero de 1285 militares y policías venezolanos han roto filas.
Durante el levantamiento en Venezuela el 30 de abril de 2019, Maduro expulsó del ejército a 54 miembros, además de Manuel Cristopher Figuera, que respaldó a Guaidó, entre ellos, «cinco tenientes coronel, cuatro mayores, cuatro capitanes, seis primeros tenientes y 35 sargentos»; 25 militares solicitaron asilo en la embajada de Brasil en Caracas. Según Voz de América, expertos en los Estados Unidos creen que «todavía hay un largo camino por recorrer» para que Guaidó encuentre apoyo entre las fuerzas armadas, afirmando que el Atlantic Council describió la deserción de la Guardia Nacional como «significativa, pero insuficiente».

#### Diplomáticos y políticos
Luego de los eventos del 23 de enero, algunos diplomáticos venezolanos en los Estados Unidos apoyaron a Guaidó; la mayoría regresó a Venezuela por orden de Maduro. El embajador de Venezuela en Irak, Jonathan Velasco, reconoció a Guaidó, indicando que la Asamblea Nacional es la única rama del gobierno «asociada con la ética, la legitimidad y la legalidad» y responsable de llenar el «vacío de poder creado por la violación de la constitución». El cónsul general de Venezuela en Houston reconoció a Guaidó, diciendo: «Estoy a su servicio y a su disposición para servir a mi país». Aunque oficiales consulares destruyeron miles de documentos de la oficina del embajador y de la administración y la sección consular, nueve los funcionarios decidieron quedarse.
El principal funcionario consular venezolano en Miami apoyó a Guaidó, declarando que «sigue mis principios y valores democráticos» e instó a otros diplomáticos a «abrazar la Constitución» y unirse a Guaidó para tratar de forzar nuevas elecciones. Dos funcionarios consulares en Chicago reconocieron a Guaidó, diciendo que querían estar «asociados con principios y valores democráticos».
El coronel José Luis Silva, agregado militar venezolano a los Estados Unidos, reconoció a Guaidó como su presidente.